# Wizard and the Princess
Wizard and the Princess (с англ. — «Волшебник и принцесса»), также известная как Adventure in Serenia — компьютерная игра, разработанная и выпущенная On-Line Systems в 1980 году для компьютеров Apple II, Apple II Plus и Commodore 64. Один из первых опытов Роберты Уильямс в игростроении. Игра сюжетно не связана с серией King’s Quest, однако её концепция была взята за основу при работе над играми этой франшизы. По словам самой Роберты Уильямс, главная идея заключалась в том, чтобы взять элементы тех мифов, сказок и легенд, которыми Роберта чрезвычайно увлекалась ещё в раннем возрасте, и внедрить их в игру, используя её собственное уникальное видение.

## Игровой процесс
Игра представляет собой текстовый и графический квест, в котором взаимодействие с пользователем происходит посредством команд, вводимых с клавиатуры. По сюжету игры игрок принимает роль странника, который проходит через деревню в Серении и замечает большую толпу. Заинтересовавшись происходящим, персонаж приближается к центру города и слышит объявление короля Серении, которой говорит, что его дочь, принцесса Присцилла, похищена великим и ужасным волшебником Харлином, и он забрал её в свой замок горами. Король предлагает половину своего королевства любому, кто может вернуть принцессу благополучно. Таким образом игроку ставится задача, но у протагониста в наличии фляга с водой, маленький нож, буханка хлеба и одеяло, а горы настолько далеко, что не видны

## Разработка и выпуск
В Wizard and the Princess впервые среди игр серии использовалась оптическое смешение цветов, когда создавался эффект, что за счёт мерцания двух разных цветов человеческий глаз воспринимал его как третий. Например, если белый мерцает с красным, то это воспринимается как розовый. Это позволило расширить палитру Apple II до 21 цвета. В начале 1980-х ряд игр уже использовал этот эффект.
Игра вышла в августе 1980 года и к июню 1982 было продано 25 000 экземпляров, что поставило её на 4-е место в рейтинге продаж Computer Gaming World. В общем игра была продана в количестве более 60 000 экземпляров.

## Оценки и мнения
В рецензии журнала Computer Gaming World рассматривалось первые три приключенческих игры серии. Среди них было отмечено, что у Wizard and the Princess самая лучшая графика и игра даёт самый сложный вызов. Обозреватель порекомендовал проходить её после предыдущих, так как в этом случае игрок будет лучше знаком с игровой системой, где нужно взаимодействовать с ней посредством текстовых команд. В статье было сказано, что единственным недостатком данных игр является малое количество слов в обработке, так как множество действий требуют более чем двух слов. Положительно журналист отозвался о возможности сохранения игры.